# Laurent Coq

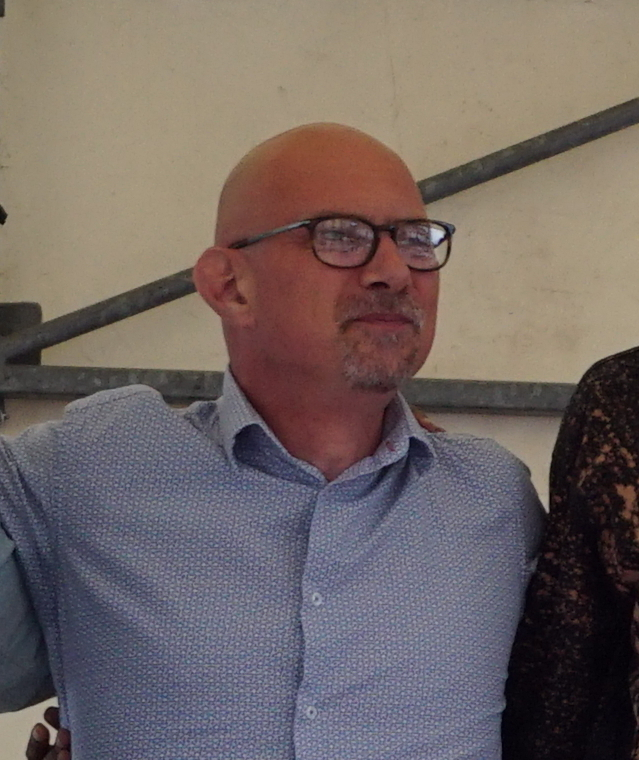
Laurent Coq, 2019

Laurent Coq (* 22. Februar 1970 in Marseille) ist ein französischer Jazzpianist und Komponist.

## Leben und Wirken
Coq wuchs in der Nähe von Aix-en-Provence auf, lernte ab sieben Jahren Klavier und besuchte ab zehn Jahren das Konservatorium in Aix. 1988 erhielt er dort einen ersten Preis und zog nach Paris, wo er am CIM weiter studierte bei Emmanuel Bex. Danach bildete er ein Trio „Ad for Tri“ mit dem Schlagzeuger Daniel Garcia Bruno und dem Bassisten Jules Bikoko bi Njami. Er spielte im Quintett des Altsaxophonisten Patrick Bocquel (Aufnahme „Radio Days“) und in der „Paris Barcelona Swing Connection“ des Vibraphonisten Oriol Borda. Dabei tourte er mit Frank Wess, u. a. in Wien 1993.
1994 ging er mit einem Stipendium des Kultusministeriums nach New York und studierte bei Mulgrew Miller, John Hicks und Bruce Barth (nach eigenen Worten sein Mentor).  Zurück in Paris gründete er ein Quartett mit seinen alten Trio-Partnern und dem Saxophonisten Jean-Christophe Béney, mit dem er 1997 in New York sein Debütalbum Jaywalker (Enja) aufnahm. Im selben Jahr begleitete er die Sängerin Laurence Allison auf ihrem Album Soul Calls sowie 1999 Thelonious and Bud again (gewidmet der Musik von Thelonious Monk und Bud Powell). 1999 folgte sein zweites Album Versatile (Cristal Records) mit seinem Quartett, in dem inzwischen Philippe Soirat Bruno abgelöst hatte. 2000 ließ er sich in New York nieder, wo er mit dem Saxophonisten Jérôme Sabbagh arbeitete.
In Paris spielte er im Trio („Laurent Coq Blowing Trio“) mit den Saxophonisten David El-Malek (Tenor) und Olivier Zanot (Alt) und eine Live-Radio-Aufnahme aus dem Club „Duc de Lombards“ erhielt 2002 den Preis der Akademie Charles Cros. Er wechselte weiter zwischen New York und Paris, wo er mit neuem Quartett mit Sabbagh, dem Bassisten Brandon Owens und dem Schlagzeuger Damion Reid spielte, mit dem er 2003 Like a Tree in the City aufnahm. 2005 erschien sein Album Spinin  im Trio mit dem Bassisten Reuben Rogers und dem Schlagzeuger Otis Brown III, das im selben Jahr den Prix Boris Vian erhielt. 2005 spielte er regelmäßig im Pariser Club „La Fontaine“, wo er u. a. mit Rick Margitza spielte. 2006 wurde er Mitglied des Quartetts von Sophie Alour und spielte mit Julien Lourau, u. a. in New York, Haiti und Vietnam (er ersetzte Bojan Z), und Pierrick Pédrons Quartett. 2007 erschien sein Album mit seinem Blowing Trio The Thing to Share und er begleitete Sophie Alour auf ihrem Album Uncaged. Gemeinsam mit Miguel Zenón vertonte er Kapitel des Romans Rayuela von Julio Cortázar; das 2012 veröffentlichte Album wurde 2013 auch in Europa vorgestellt.
Seit 1996 arbeitet er auch als Filmkomponist, u. a. für Laurent Benegui.
2003 erhielt er den Django d’Or (Frankreich) als neues Talent.

## Filmographie (Auswahl)
- 1997: Mauvais genre (Regie: Laurent Bénégui)
- 1997: J'irai au paradis car l'enfer est ici (Regie: Xavier Durringer)
- 1999: Mille bornes  (Regie: Alain Beigel)
- 2003: Qui perd gagne! (Regie: Laurent Bénégui)
- 2006: Terre d'asile (Regie: Alain Beigel)